# جاسوس‌هایی که عاشقم بودند
جاسوس‌هایی که عاشقم بودند (کره‌ای: 나를 사랑한 스파이; لاتین‌نویسی اصلاح‌شده: Naleul Saranghan Seupai) یک مجموعهٔ تلویزیونی کره جنوبی سال ۲۰۲۰ با بازی اریک مون، یو این-نا و لیم جو-هوان است. این مجموعه حول محور کانگ آه-روم (یو این-نا)، یک طراح لباس عروس، و دو همسرش، همسر سابق جون جی-هون (اریک مون) و همسر فعلی درک هیون (لیم جو-هوان) می‌چرخد، که هردوی آنها هویت واقعی خود را از آه-روم پنهان می‌کنند. این مجموعه از ۲۱ اکتبر تا ۱۷ دسامبر ۲۰۲۰، روزهای چهارشنبه و پنجشنبه از ام‌بی‌سی برای ۱۶ قسمت پخش شد. همچنین در آی‌چی‌یی برای استریم در سراسر جهان در دسترس است.

## بازیگران

### اصلی
- اریک مون در نقش جون جی-هون، همسر سابق کانگ آه-روم که یک مأمور مخفی اینترپل است و خود را به عنوان نویسنده معرفی می‌کند.
- یو این-نا در نقش کانگ آه-روم، یک طراح لباس عروس و صاحب فروشگاه لباس آروم‌دااون، که با درک هیون ازدواج کرده‌است.
- لیم جو-هوان در نقش درک هیون، همسر دوم کانگ آه-روم و یک جاسوس خونسرد صنعتی که به عنوان مدیرعامل یک آژانس جاسوسی صنعتی کار می‌کند.

## تولید
جاسوس‌هایی که عاشقم بودند اولین درامای نوشته شده توسط فیلمنامه‌نویس لی جی-مین است که پیش از این تهیه‌کنندگی فیلم‌هایی همچون عصر سایه‌ها را بر عهده داشته‌است. ام‌بی‌سی گروه بازیگران اصلی اریک مون، یو این-نا و لیم جو-هوان را در یک کنفرانس مطبوعاتی که در ۲۲ ژوئن ۲۰۲۰ منتشر شد، تأیید کرد و این مجموعه را یک «درامای جاسوسی عاشقانه» توصیف کرد. پوستر اصلی در ۲۹ سپتامبر منتشر شد.